# Ayşe Sineperver Sultan
Ayşe Sineperver Sultan o Vâlide Ayşe Sine-Pervar Sultan (en turco otomano: عایشه سینه پرور سلطان‎ ‘la viviente’ o ‘femenina’ y ‘protectora de la Gracia’; c. 1760-11 de diciembre de 1828), también conocida como Sineperver Kadın, fue una de las consortes del sultán otomano Abdülhamid I y valide sultan (reina madre) de su hijo, el sultán Mustafá IV del Imperio Otomano.

## Como consorte imperial
Siendo de origen búlgaro, también era conocida como Ayşe Sine, nació alrededor de 1760 e historiadores afirman que su nombre original era Sonya.
Sineperver entró en el harén de Abdul Hamid como concubina en 1774 y recibió el título de "cuarta consorte". En 1775 fue elevada a "tercera consorte" por el sultán. El 8 de diciembre de 1776 Sineperver dio a luz a su primer hijo, un varón, Şehzade Ahmed, que lamentablemente falleció a la edad de dos años el 18 de noviembre de 1778. 
En 1778 fue elevada a "segunda consorte" (por la posible muerte de la anterior consorte). El 17 de julio de 1778 dio a luz a su segunda hija, una niña, Esma Sultán.Un año después, el 8 de septiembre de 1779, dio a luz a su tercer hijo, Şehzade Mustafá (el cual se volvería sultán como futuro Mustafa IV).Sineperver temía que su hijo y joven príncipe se enfermara y muriera como su hijo mayor, Ahmed, y llamó a su Kethüda para que orara por él después de su nacimiento. También ordenó que los presos, que estaban encarcelados por sus deudas, fueran liberados y pagadas sus deudas. 
En 1780 encargó su primera obra de caridad, una fuente en Üsküdar cerca de la Mezquita Cedid Valide en memoria de su primer y difunto hijo, Ahmed. 
Dos años más tarde, el 12 de diciembre de 1782, dio a luz a su tercera hija, una niña, Fatma Sultán, que tristemente falleció de viruela a la corta edad de tres años el 11 de enero de 1786. Enviudó por la muerte de Abdul Hamid en 1789, tras lo cual fue trasladada al antiguo palacio. 

## Valide Sultan y últimos años
Después de la ascensión de su hijo tras la deposición del sultán Selim III (hijo de Mihrişah Sultan) el 29 de mayo de 1807, Sineperver se convirtió en la nueva Valide Sultan (aunque su reinado como esta no duraría mucho). Yusuf Agha, que había sido kethüda de la madre de Selim, Mihrişah Sultan, era íntimo de Selim. Fue persuadido y finalmente fue asesinado por las maquinaciones de Kabakçı Mustafá en el levantamiento contra Selim en 1808, después de lo cual su granja de impuestos y ganancias fueran entregadas a Sineperver.
Después de reinar como sultán durante catorce meses, Mustafá fue depuesto como resultado de una insurrección dirigida por Alemdar Mustafa Pasha el 28 de julio de 1808. Más tarde fue brutalmente ejecutado por orden del próximo sultán Mahmud II.Después del fallecimiento de su hijo, la ex-Valide se retiró al viejo palacio y se dedicó a su hija, Esma Sultan. Al parecer después de la muerte de su hijo, atravesó tiempos difíciles, ya que le escribió una carta al sultán Mahmud en donde le pedía una casa para poder vivir.
En 1810, encargó una escuela y una fuente cerca de Adapazarı. Para hacer frente a los gastos, también destinaba parte de sus ingresos a estas dotaciones, que procedían de comercios y fincas. Estos se aumentaron más tarde en 1814. En 1825, encargó una fuente en Estambul entre Hirka-i Serif y Karagümrük.
Vivió más de veinte años después de la ejecución de su hijo y murió el 11 de diciembre de 1828 en Estambul. Su lugar de entierro se encuentra en el Patio de la Fuente (Şadırvan) de la Mezquita del Sultán Eyüp en Eyüp, Estambul . Su hija la sobrevivió veinte años y murió en 1848. 

## Estructuras relacionadas con Ayşe Sineperver Sultan

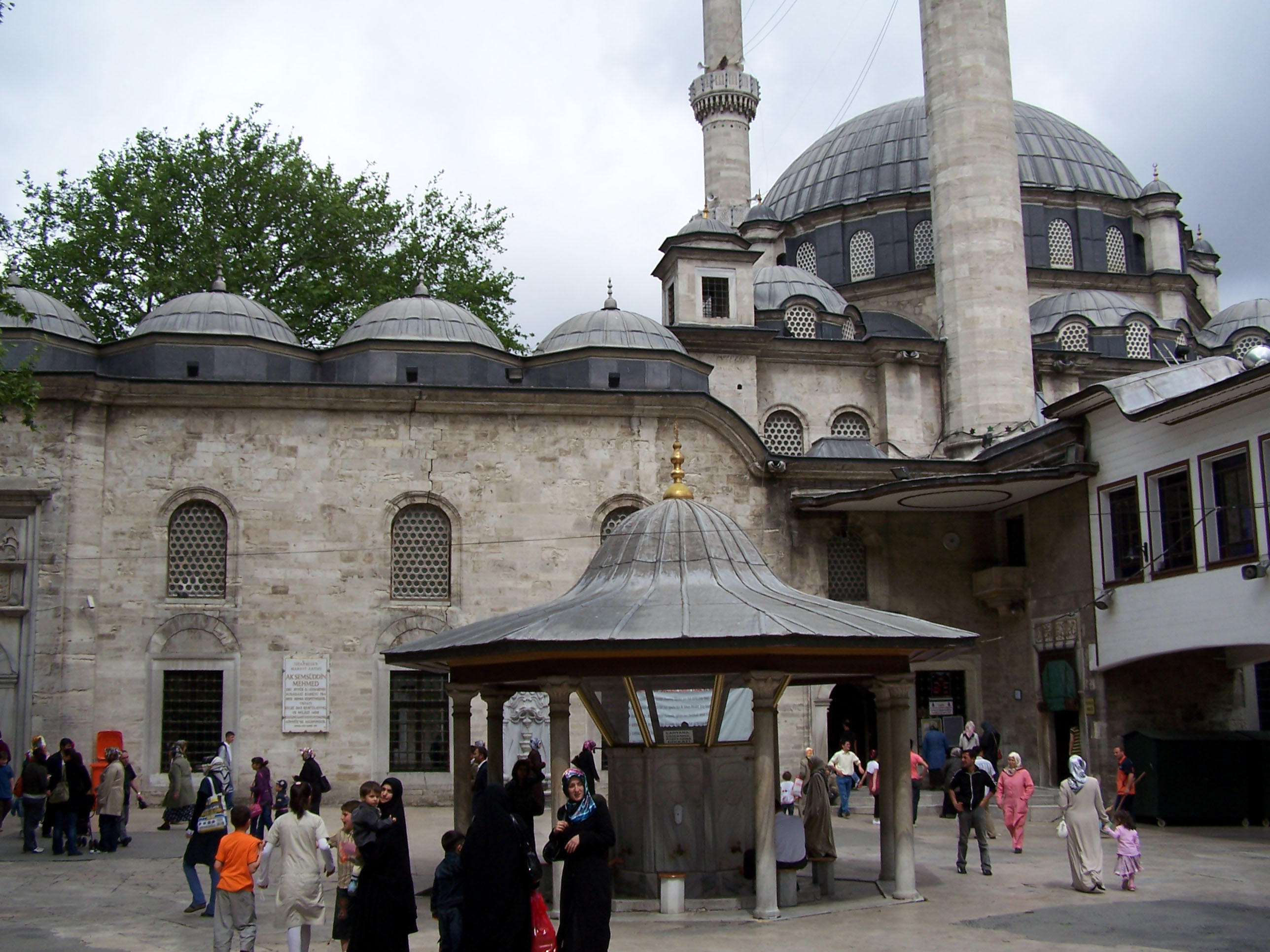
Şadırvan of Eyüp Sultan Camii in Eyüp
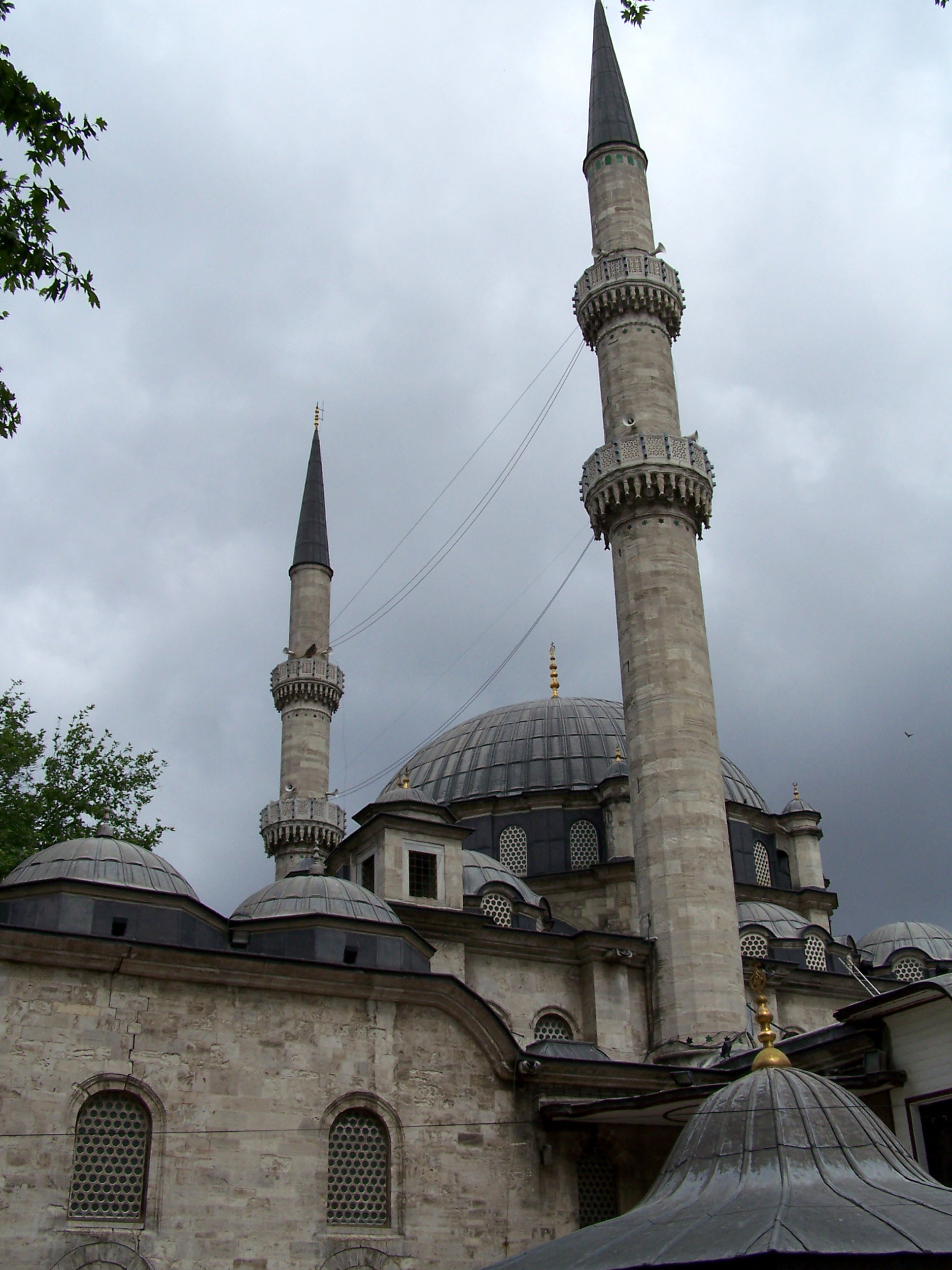
La Mezquita Eyüp Sultan en Eyüp
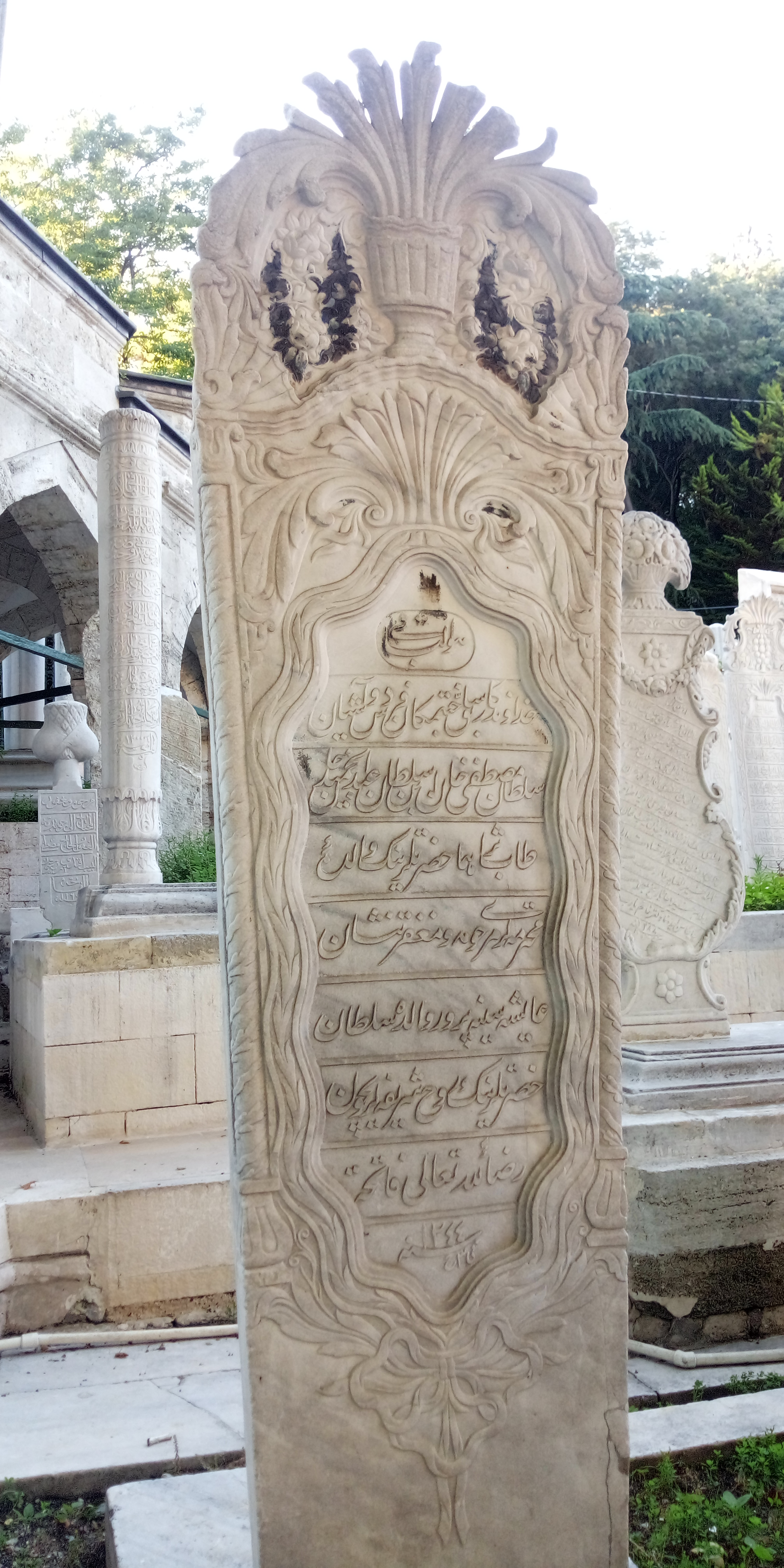
Lápida de Ayşe en el cementerio de la Mezquita Eyüpsultan, en Estambul

## Descendencia
Como consorte Sineperver tuvo cuatro hijos con Abdul Hamid I, dos niños y dos niñas:
- Şehzade Ahmed (8 de diciembre de 1776 - 18 de noviembre de 1778, enterrado en la tumba de Abdul Hamid I );[8]
- Esma Sultan[17] (17 de julio de 1778 - 4 de junio de 1848, enterrado en la tumba de Mahmud II), casado el 29 de mayo de 1792 con Damat Küçük Hüseyin Pasha (fallecido el 8 de enero de 1803), hermano adoptivo del sultán Selim III ;[18]
- Mustafa IV (8 de septiembre de 1779 - 16 de noviembre de 1808, enterrado en la tumba de Abdul Hamid I), sultán del Imperio Otomano de 1807 a 1808; [19]
- Fatma Sultan (12 de diciembre de 1782 - 11 de enero de 1786, enterrada en la tumba de Abdul Hamid I);[5][12]

## En la cultura popular
- "Sultana" del príncipe Michael de Grecia (Nueva York: Harper & Row, 1983). ISBN 0-06-015166-8
- En 1989, la actriz sueca Maud Adams interpreta la película dramática suizo-estadounidense The Favourite, Sineperver.[20]
- En 2018, la serie de televisión de ficción histórica turca Kalbimin Sultanı, Sineperver es interpretada por la actriz turca Itır Esen.[21]